# Шендрик, Владимир Георгиевич
Владимир Георгиевич Шендрик (род. 1 января 1954, Миасс) — советский, российский офицер, полковник; Герой России (1999), Заслуженный штурман-испытатель Российской Федерации (2006).

## Биография
В 1971 году окончил среднюю школу № 17 в Миассе. В 1971—1975 годах учился в Челябинском высшем военном авиационном Краснознамённом училище штурманов, после чего служил в ВВС Прикарпатского, Уральского, Северо-Кавказского и Московского военных округов; летал штурманом Ми-6 (340-й отдельный вертолётный полк), Ми-8, Як-28Р (48-й гвардейский разведывательный полк, с 1977 года), Су-24.
В 1985 году окончил Центр подготовки лётчиков-испытателей им. В. П. Чкалова (Ахтубинск, Астраханская область). С 1986 года — штурман-испытатель, ведущий штурман-испытатель Государственного лётно-испытательного Центра им. В. П. Чкалова; испытывал самолёты МиГ-31, Ту-160, Су-24М и др. Установил 6 мировых авиационных рекордов на самолёте Су-32ФН. В 1998 году уволен в запас в звании полковника авиации.
С 1998 года — старший штурман-испытатель лётной службы в «ОКБ Сухого». Принимал участие в выступлениях на мировых авиационных салонах в Ле-Бурже, МАКС и других.
12 июня 1999 года при аварии самолёта Су-30МКИ во время выступлении на авиасалоне в Ле-Бурже экипаж из пилота В. Ю. Аверьянова и Шендрика успешно произвели катапультирование с малой высоты.
За мужество и героизм, проявленные при испытаниях авиационной техники, Указом Президента Российской Федерации от 17 августа 1999 года Шендрику Владимиру Георгиевичу присвоено звание Героя Российской Федерации.
19 августа 1999 года вместе с летчиком-испытателем И. Е. Соловьёвым установил 3 мировых рекорда на самолёте Су-32ФН в классе С-1l (реактивные самолеты со взлётной массой 35-45 т): достигнута высота 16150 м с грузом в 1 и 2 т; масса груза, поднятого на высоту 15 000 м, составила 2330 кг. Освоил 35 типов самолётов и вертолётов, участвовал в испытаниях 30 типов самолётов и их модификаций.
Продолжает лётно-испытательную работу в «ОКБ Сухого».

## Награды
- медаль «Золотая Звезда» Героя России (17 августа 1999; № 495)
- орден Мужества
- Заслуженный штурман-испытатель Российской Федерации (2006)
- медали.

## Признание
Имя В. Шендрика носит школа № 17 г. Миасса.